# Nachtflughuhn
Das Nachtflughuhn oder Doppelband-Flughuhn (Pterocles bicinctus) ist ein im südlichen Afrika beheimatetes Flughuhn und gehört zu den Eigentlichen Flughühnern (Pterocles).
Der Vogel kommt in den Trockenzonen des südlichen Afrikas vor: in Angola, Botswana, Malawi, Mosambik, Namibia, Sambia, Simbabwe und Südafrika.
Der Lebensraum umfasst verschiedenartige Lebensräume, gerne mit Mopane, Brachystegia oder Akazien bewachsene Flächen, Savannen, auch trockenes Karroo Grasland und steinige Flächen. Die Art kommt seltener vor als das Fleckenflughuhn (Pterocles burcelli) und das Namaflughuhn (Pterocles namaqua).
Das Artepitheton kommt von lateinisch bi- ‚zwei, doppelt‘ und lateinisch cinctus ‚Gürtel‘.

## Merkmale
Die Art ist 25–26 cm groß und wiegt zwischen 200 und 270 g, das Weibchen kann etwas schwerer sein. Für Flughühner ist der Vogel relativ klein, plump mit kleinem taubenartigen Kopf und langen Flügeln. Das Gefieder ist hellbraun mit dunklen Flecken und weißlichen Punkten. Das Männchen weist eine charakteristische schwarz-weiße Stirnzeichnung auf und hat schwarz-weiße Brustbänder, eine gebänderte Unterseite sowie einen orangefarbenen Schnabel. Das Weibchen ist weniger farbig, ziemlich gleichförmig gebändert, unterscheidet sich vom weiblichen Namaflughuhn durch dunkleren, gestreiften Scheitel, gebänderte, nicht gestreifte Brust und kurzen Schwanz. Bei beiden Geschlechtern werden die Augen von einer gelben Hautpartie umgeben. Jungvögel ähneln den Weibchen. Die Unterarten unterscheiden sich durch Größe und Grundfarbe des Gefieders.

## Geografische Variation
Es werden folgende Unterarten anerkannt:
- P. b. ansorgei (Benson, 1947), – Südwestangola
- P. b. bicinctus (Temminck, 1815), Nominatform – Namibia, Botswana und Nordwesten Südafrikas
- P. b. multicolor (E. Hartert, 1908), – Sambia und Malawi bis Westmosambik und Nordosten Südafrikas

## Stimme
Der Ruf des Männchens wird als pfeifendes „chwee-che-che“ oder als weiches „wee.chee-choo-chip-chip“ im Fluge beschrieben oder als „pup…pup…kwe-kwee-ko-kwe-kwe-kweh-whew“ mit dem Merksatz: „oh no he's gone and done it again“.

## Lebensweise
Die Art gilt als sesshaft, allerdings scheint sie zumindest im Borakalalo-Nationalpark in Südafrika während der feuchten Sommermonate wegzuziehen.
Die Nahrung besteht hauptsächlich aus Pflanzensamen, bevorzugt von Gemüsepflanzen, die meist in den frühen Morgenstunden und am späten Abend verzehrt werden. Auch trinkt der Vogel in der Dämmerung, oft auch erst nach dem Dunkelwerden.
Die Brutzeit liegt zwischen April und Oktober, hauptsächlich im Mai und Oktober in Namibia, Mai bis August in Botswana, Juli bis August in Südafrika. Das Nest besteht aus einer flachen Kuhle im Gras oder unter einem Busch oder Baum, das Gelege umfasst 2 bis 3 Eier, die über 24 Tage ausgebrütet werden.

## Gefährdungssituation
Der Bestand gilt als nicht gefährdet (Least Concern).